# Stazione di Terni Cospea
La stazione di Terni Cospea è una fermata ferroviaria senza traffico posta sulla linea Terni-Sulmona. Serve il quartiere Cospea della città di Terni. Non è più attiva dal 28 novembre 2018.

## Storia
La fermata di Terni Cospea venne attivata nel 1938 ed è stata chiusa al servizio viaggiatori il 28 novembre 2018.

## Strutture e impianti
La fermata consta di un solo binario, servito da una banchina della lunghezza di 38 metri.

## Movimento
Al 2007, l'impianto risultava frequentato da un traffico giornaliero medio di 8 persone.